# Обыще
Обыще (укр. Обище) — село на Украине, находится в Олевском районе Житомирской области.
Код КОАТУУ — 1824487203. Население по переписи 2001 года составляет 309 человек. Почтовый индекс — 11052
. Телефонный код — 4135. Занимает площадь 0,58 км².

## Адрес местного совета
11030, Житомирская область, Олевский р-н, с.Тепеница, ул.Левчука, 48